# CSMヴォレイ・アルバ・ブラジ
CSMヴォレイ・アルバ・ブラジ（シーエスエム ヴォレイ アルバ　ブラジ、原語表記：CSM Volei Alba Blaj）は、ルーマニアのアルバ県ブラジを本拠地とするバレーボールのクラブチームである。国内ではDivizia A1リーグに所属している。

## 歴史
アルバ県とブラジの協力のもとで2011年に設立。2011/12シーズンは国内のDivizia A2リーグから参戦し優勝。2012/13シーズンから1部へ昇格し、Divizia A1リーグを7位で終えた。2013/14シーズンはDivizia A1リーグを3位の成績を残した。2014/15シーズンには創設4年目にしてDivizia A1リーグで初制覇を果たした。2015/16シーズンにはクラブ史上初の欧州チャンピオンズリーグに出場し、国内リーグでは2連覇を達成した。2016/17シーズンでは国内リーグとルーマニアカップで優勝を果たし2冠を達成した。2017/18シーズンは国内リーグで準優勝となった。2018年の欧州チャンピオンズリーグではグループリーグを首位で通過するとファイナル4ではガラタサライを下してファイナルへ進出、ワクフバンクに敗れたが準優勝の好成績を残した。2018/19シーズンはDivizia A1リーグで2年ぶりに優勝を果たし、ルーマニアカップとの2冠を果たした。2019/20シーズンはリーグ途中で新型コロナウイルスのパンデミックにより、リーグは中止となった。2020/21シーズンはレギュラーラウンドを20勝2敗で2位で通過し、ファイナルラウンドでCSM Târgovișteに敗れて準優勝となった。2021/22シーズンはDivizia A1リーグのレギュラーラウンドを首位通過すると、ファイナルラウンドでCSM Târgovișteに雪辱を果たし、3年ぶりにリーグ制覇を果たした。2022/23シーズンでもDivizia A1リーグで優勝を果たし2連覇を達成し7度目のタイトルを獲得した。2023/24シーズンはルーマニアスーパーカップで優勝を果たしたが、Divizia A1リーグのファイナルでCSO Voluntari 2005に敗れ、準優勝となった。

## 主な成績
欧州チャンピオンズリーグ
- 準優勝：2018年

 Diviziei A1リーグ
- 優勝：2014/15、2015/16、2016/17、2018/19、2021/22、2022/23シーズン
- 準優勝：2017/18、2020/21、2023/24シーズン
- 3位：2013/14シーズン

 ルーマニアカップ
- 優勝：2016/17、2018/19、2020/21、2021/22シーズン
- 準優勝：2017/18シーズン

## 登録選手
2024-25年シーズンの登録選手は次の通り。
| 背番号 | 国籍/名前                    | ポジション           | 身長 | 備考       |
| ------ | ---------------------------- | -------------------- | ---- | ---------- |
| 1      | Alexandra Ciucu              | リベロ               | 1.65 |            |
| 2      | Diana-Teodora Vereș          | リベロ               | 1.71 |            |
| 3      | エリザベタ・サマドワ＝ルバン | アウトサイドヒッター | 1.84 |            |
| 4      | カテリナ・バルコワ           | セッター             | 1.77 |            |
| 5      | Iman Isanović                | アウトサイドヒッター | 1.88 |            |
| 6      | Marta Matejko                | オポジット           | 1.97 |            |
| 7      | Raisa-Laura Ioan             | ミドルブロッカー     | 1.88 |            |
| 8      | Lenka Skalická               | セッター             | 1.77 |            |
| 9      | モニカ・クラステバ           | アウトサイドヒッター | 1.83 |            |
| 10     | Lidia-Paula Partnoi          | アウトサイドヒッター | 1.83 |            |
| 11     | マーラ・レオン               | ミドルブロッカー     | 1.91 |            |
| 13     | Daria Maria Ocenic           | ミドルブロッカー     | 1.82 |            |
| 14     | Roxana Daiana Roman          | ミドルブロッカー     | 1.90 |            |
| 15     | Isidora Kockarević           | アウトサイドヒッター | 1.85 |            |
| 17     | ドルシラ・コスタ             | アウトサイドヒッター | 1.83 | キャプテン |
| 25     | オレナ・ハルチェンコ         | ミドルブロッカー     | 1.87 |            |

## 主な歴代所属選手
| - ネーカ・オンイェジェクウェ - スザナ・チェービッチ - シルビヤ・ポポビッチ - ナターシャ・クルスマノビッチ - ヨバナ・ベーソビッチ - アナ・アントニエビッチ - アレクサンドラ・ツルンチェヴィッチ - ティヤナ・マレセビッチ - ナジャ・ニンコビッチ - ビアンカ・ブシャ - スラジャナ・ミルコビッチ - ボヤナ・ミレンコビッチ - マヤ・アレクシッチ - ヨバナ・コチッチ - サーニャ・ポポビッチ - アナ・グルバッチ - エレナ・アライベク - マルティナ・サマダン | - レーナ・メラース - リザ・イスキエルド - ツベテリナ・ザルコバ - マリヤ・カラカシェバ - ローラ・キティポバ - ゲルガーナ・ディミトロバ - シルバナ・チャウシェバ - イバナ・プルホトバ - アンドレア・コッサニオバ - ブリット・ランペルベルフ - ミラグロス・カラー - オルガ・ストランツァリ - フェムケ・ストルテンボルフ - キルステン・クニップ - リーガン・フッド - フロレンシア・ブスケッツ - アナ・クレガー - 橋本直子 |